# Michel Nguyễn Khắc Ngữ
Michel Nguyễn Khắc Ngữ (Vạn Đồn, 2 febbraio 1909 – Long Xuyen, 10 giugno 2009) è stato un vescovo cattolico vietnamita.

## Biografia

### Infanzia e formazione
Michel Nguyễn Khắc Ngữ nacque il 2 febbraio 1909 nel comune di Vạn Đồn, allora in Indocina francese e oggi rinominato Hồng Dũng nel distretto Thái Thụy della provincia di Thai Binh. Sentita la vocazione fin da bambino, a tredici anni entrò nel seminario minore Mỹ Sơn di Lạng Sơn nel 1922.
Nel 1928 venne mandato in Francia per studiare presso il seminario maggiore di Luçon.

### Ministero sacerdotale
Fu ordinato presbitero Il 29 giugno 1934 a Luçon. Tornato in patria, fu professore nel seminario minore Mỹ Sơn fino al 1938 e per un breve periodo fu anche segretario della nunziatura apostolica a Huế. Fu anche direttore del quotidiano Sacerdos Indosinenses. Nel 1943 venne nominato parroco delle parrocchie di Lộc Bình e di Mỹ Sơn e nel 1951 venne nominato vicario generale di Lạng Sơn e Cao Bằng, al tempo ancora vicariato. Nel 1954 fuggì a sud e qui divenne parroco delle parrocchie di Lạng Sơn, di Xóm Mới e di Gò Vấp nonché anche del distretto scolastico di quest'ultima. Dal 1960 fu poi vicedirettore professore di patristica nel seminario maggiore Lê Bảo Tịnh di Saigon.

### Ministero episcopale
Il 24 novembre 1960 papa Giovanni XXIII, con la bolla Christi mandata, eresse la diocesi di Long Xuyên e lo nominò primo vescovo. Ricevette l'ordinazione episcopale il 22 gennaio 1961 per imposizione delle mani dell'arcivescovo di Huê Pierre Martin Ngô Đình Thục. Prese possesso della diocesi il 4 aprile seguente. Fu padre conciliare al Concilio Vaticano II partecipando a tutte le quattro sessioni. Durante gli anni del suo ministero fondò tre seminari e alcuni centri educativi, tutti sequestrati dal governo comunista dopo la caduta di Saigon e oggi non più esistenti. Promosse la costruzione della cattedrale della Regina della Pace. Resse la diocesi per trentasei anni, ritirandosi il 30 dicembre 1997 all'età di quasi 89 anni. Morì a Long Xuyen il 10 giugno 2009 all'età di 100 anni.

## Genealogia episcopale e successione apostolica
La genealogia episcopale è:
- Patriarca Eliya XII Denha
- Patriarca Yukhannan VIII Hormizd
- Vescovo Isaie Jesu-Yab-Jean Guriel
- Arcivescovo Augustin Hindi
- Patriarca Yosep VI Audo
- Patriarca Eliya XIV Abulyonan
- Patriarca Yosep Emmanuel II Thoma
- Vescovo François David
- Arcivescovo Antonin-Fernand Drapier, O.P.
- Arcivescovo Pierre Martin Ngô Đình Thục
- Vescovo Michel Nguyễn Khắc Ngữ

La successione apostolica è:
- Vescovo Jean Baptiste Bùi Tuần (1975)